# ヨウラクユリ

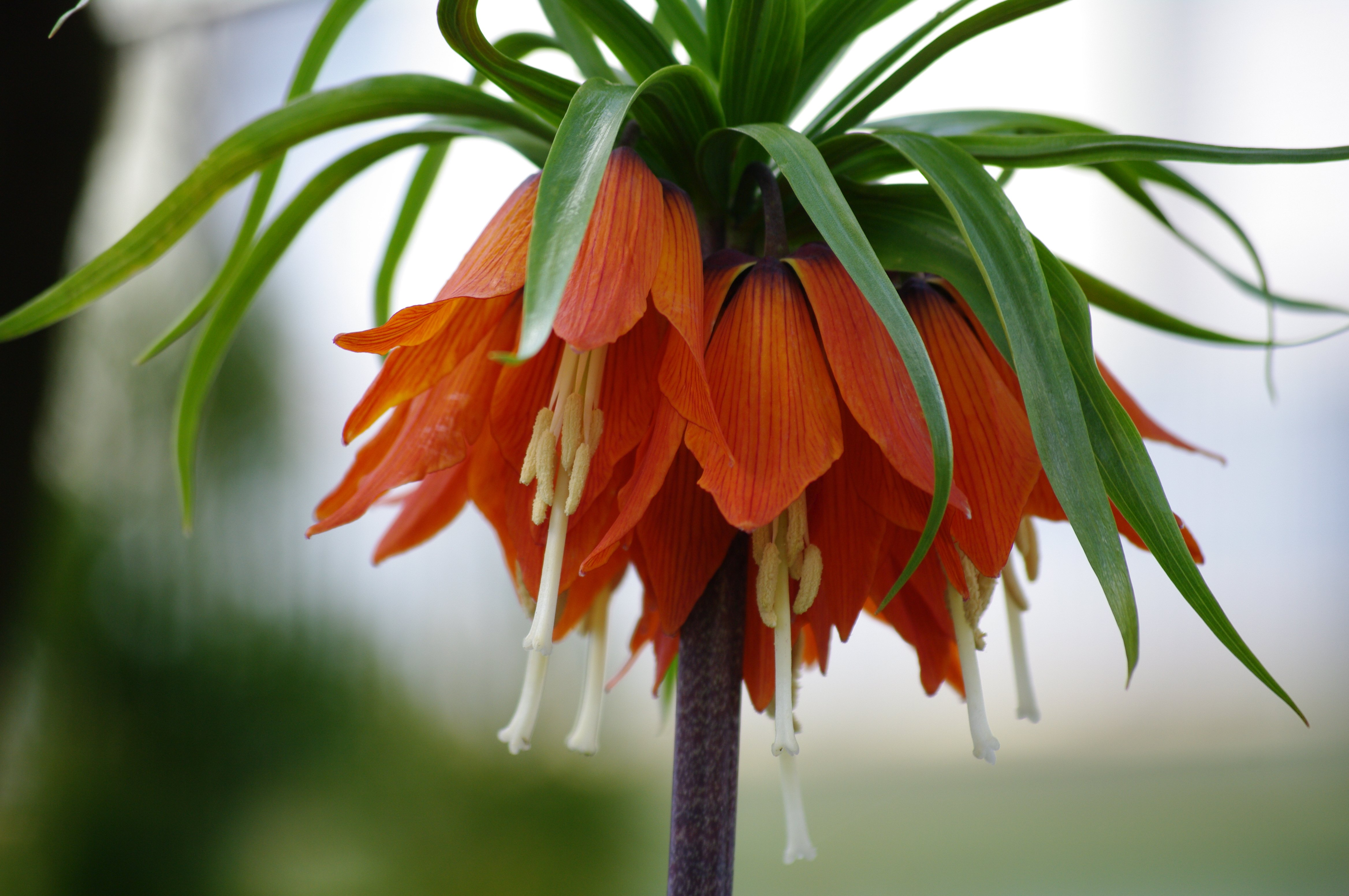
マキシマ・ルブラ

ヨウラクユリ（瓔珞百合、学名：Fritillaria imperialis）は、ユリ科バイモ属の植物。別名はフリチラリア、フリチラリア・インペリアリス、オウカンユリ（王冠百合）。

## 特徴
クロユリやアミガサユリ（バイモ）と同じバイモ属の植物で、バイモ属はユーラシア大陸から日本列島、北アメリカ大陸に至るまで約80種があり多くの種が観賞用植物として栽培されている。ヨウラクユリもその1種である。
球根性の多年草で、高さは60 cmから1 mに達する。茎は肉質で下方に光沢のある葉を何段かに分けて付け、茎の先端に多くの葉と花を付ける。葉は幅2.5 cmほどで平滑である。
鐘形の花は直径4 - 5 cmで散形花序となり、色は黄色、黄褐色、レンガ赤色、えび茶色、濃紅色、橙赤色などで、園芸用品種としては多様な色がある。7 - 8個の花がかたまって咲く。（20個ほど花を付けるものもある。）美麗な花であるが有毒である。花被は6つで卵形または長楕円形、長さは3.5 - 5 cmほどで内側基部は黒いが、白くて大きい蜜腺が目立つ。おしべは花被より長く6本ある。
黄色味を帯びた鱗茎は縦断すると、中から芽を持った同じような鱗茎が出てくる。鱗茎は鱗片葉の葉腋に新たな鱗茎を作りながら新個体を形成する。染色体数は2n=24で、1 - 12の過剰染色体を持つ。なお鱗茎は食用とすることができるが、悪臭を持つ。
品種に銅紅色のオーロラ、紅色のマキシマ・ルブラ、黄褐色のオレンジ・ブリリアント、黄色のマキシマ・ルテアなどがある。

## 名称
和名のヨウラクユリは、下垂した花を釣り鐘型をした仏具の飾りの瓔珞（ようらく）にたとえたものである。種小名のインペリアリス（imperialis）は「帝王の」の意で、バイモ属で最も優れていることを意味する。
ヨウラクユリ、フリチラリアともにバイモ属の総称としても使用される。

## 分布
小アジアからインドにかけて（西アジアからパキスタンにかけて）が原産地である。自生地はイラン、アフガニスタン、トルコ、西ヒマラヤ、インド。自生種の鱗茎は地中深くに存在する。

## 栽培と文化

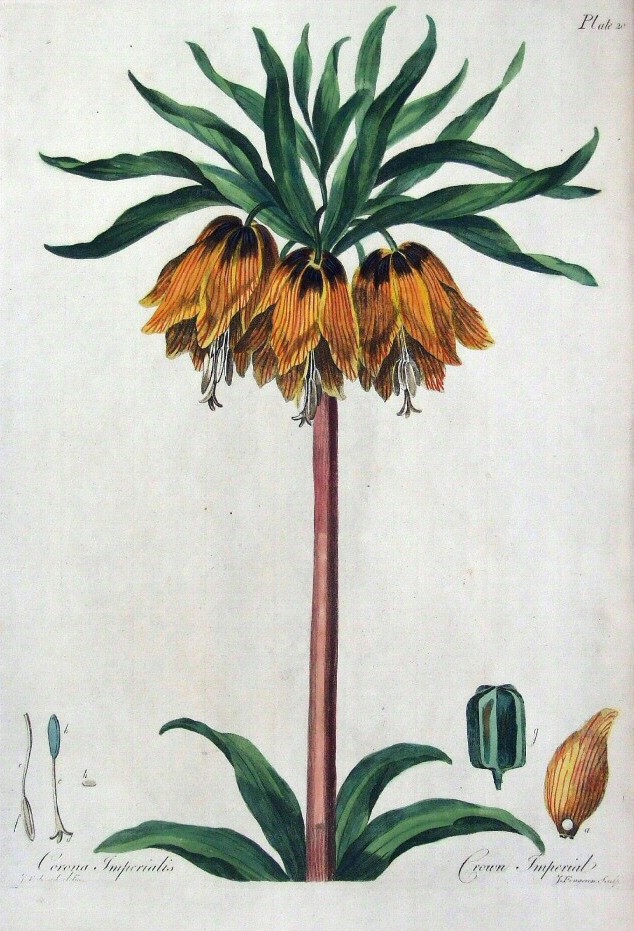
ジョン・エドワーズの描いたヨウラクユリ

ロックガーデンには適せず、花壇に植えるか切り花にするのに向いている。球根を植える際は深めに植え、排水性・保水性に優れた有機質を含む土に植えるとよい。耐寒性に優れるが、強い光、高温、乾燥に弱く、半日蔭で育てるのが良いが、光が弱すぎると着花や球根肥大が悪くなる。球根以外に鱗片繁殖も可能である。
さび病やウイルス病が発生することがある。
ヨーロッパでは古くから観賞用植物として栽培されてきた。ヒマラヤからイスラム圏を経て中世の末に南ヨーロッパへ入り、ルネサンス期に北ヨーロッパまで広がった。例えば、ウィーンには1576年に「ペルシアン・リリー」として伝えられた。ヨーロッパでの繁殖能率はあまり高くない。
ヨーロッパに伝来して以降、貴重な園芸品種として愛好され、フィンセント・ファン・ゴッホをはじめとして多くの画家が描いている。5月4日の誕生花とされ、花言葉は「天上の愛」。

### 日本における栽培
日本での栽培は難しく、何度か輸入されているものの繁殖能率はあまり高くない。「趣味の園芸」による栽培難易度は5段階中4である。
日本には1872年（明治5年）から1873年（明治6年）にかけて伝来した。早春に咲く花として評価されており、秋に球根を植えると、4月中旬から下旬に開花する。ただし開花まで4 - 5年を要する。6 - 7月になると地上部が枯れて休眠する。3 - 4年であれば植え放しもできるが、夏季に地温が高くなりすぎる地域（関東地方以西の平坦地）では球根を取り出して冷暗所に保存し、秋に植え直す。